# Идрисов, Гильмутдин Гайфутдинович
Гильмутдин Гайфутдинович Идрисов (1927 г., Мамашир, Татарская Автономия, СССР — 1997 г., Прокопьевск, Россия) — проходчик горных выработок шахты «Коксовая-1» Прокопьевского рудника, руководитель бригады. Герой Социалистического Труда.

## Биография
Родился в 1927 году. Детство и юность прошли в небольшом татарском селе Мамашир, Кукморского района. Война прервала учёбу в сельской школе, и шесть классов стали тем образованием Гильмутдина, которое он получил за всю свою жизнь. Все годы войны наряду со взрослыми он трудился в колхозе. В 1947 году зачислен в школу ФЗО № 102 в Прокопьевске. Основной задачей школ Фабрично-заводского обучения являлось обеспечение трудовым контингентом шахт и заводов в связи с большой текучестью. Учёба в ФЗО продолжалась три месяца, затем пришел на шахту «Коксовая» в бригаду знатного проходчика Николая Матлюка. В 1954 году способный молодой горняк сам возглавил бригаду.
Бригада Гильмутдина Гайфутдиновича Идрисова возродила скоростные методы проходки выработок главного направления. Секрет успеха бригады объяснялся кратко: «Высокая механизация плюс мастерство». Здесь охотно внедряли технические новинки: породопогрузочную машину ППМ — 4, навесные бурильные установки. Каждый проходчик имел самую высокую квалификацию, многие имели права взрывников, машинистов электровоза и т. д.
Трудовую вахту в 1965 году коллектив начал под лозунгом «Пройдем не менее 300 м основного штрека за месяц!». Для этого бригаде потребовалось вдвое перекрыть обычное плановое задание. Был разработан график сверхскоростной проходки двухпутевого квершлага. Группа инженеров и проходчиков бригады Г. Идрисова, проведя расчеты, сделала выкладки. Чтобы повысить коэффициент использования шпуров, тогда впервые в практике шахтеров Кузбасса идрисовцы применили скальный аммонит. Бригадой установлен всесоюзный рекорд — проходка за 31 рабочий день по крепчайшим породам 390 м квершлага сечением 16,9 м². За это время было выдано из забоя 6700 кубометров горной массы, месячное задание выполнено на 208 %. Подобного ещё не достигал ни один коллектив проходчиков угольных шахт страны. Все члены бригады были отмечены правительственными наградами.
За трудовой подвиг 29 июня 1966 года Гильмутдин Гайфутдинович Идрисов удостоен звания Героя Социалистического Труда с вручением ордена Ленина и золотой медали «Серп и Молот».
Кавалер знака «Шахтерская Слава» трех степеней, «Почетный шахтер»(1967), Заслуженный шахтер РСФСР(1969), кавалер орденов «Знак Почета»(1971, 1974 гг.)
Скончался Гильмутдин Идрисов в 1997 году.